# Rio Caraba
O Rio Caraba é um rio da Romênia, afluente do Valea Plopilor, localizado no distrito de Tulcea.